# متحضرات (فلم)
متحظرات هو فيلم سينمائي لبناني من إخراج والتايف رندة الشهال.

## معلومة العامة
التاليف رندة الشهال
الإخراج رندة الشهال
البلد لبنان
اللغة العربية

## القصة
كانة القصة تدور عن الحرب الاهلية لبنانية في الثمانيات وهم النساء الذين يحاولون فرض انفسهم

## سنة الإنتاج
1998